# Rådhuskredsen
Rådhuskredsen var i 1920-2006 opstillingskreds i Søndre Storkreds. Kredsen blev nedlagt i 2007, og afstemningsområderne indgår nu som en del af Indre Bykredsen i Københavns Storkreds. Afstemningsområde 3. Vest's vestlige del, afgrænset mod øst af Bernstorffsgade, fra Vesterbrogade og ned til Havneløbet, er overført til Vesterbrokredsen.
Den 8. februar 2005 var der 24.290 stemmeberettigede vælgere i kredsen.
Kredsen rummede flg. kommuner og valgsteder:
- Del af Københavns Kommune
  - 3. Rådhus
  - 3. Vest
  - 3. Øst